# Piano nobile

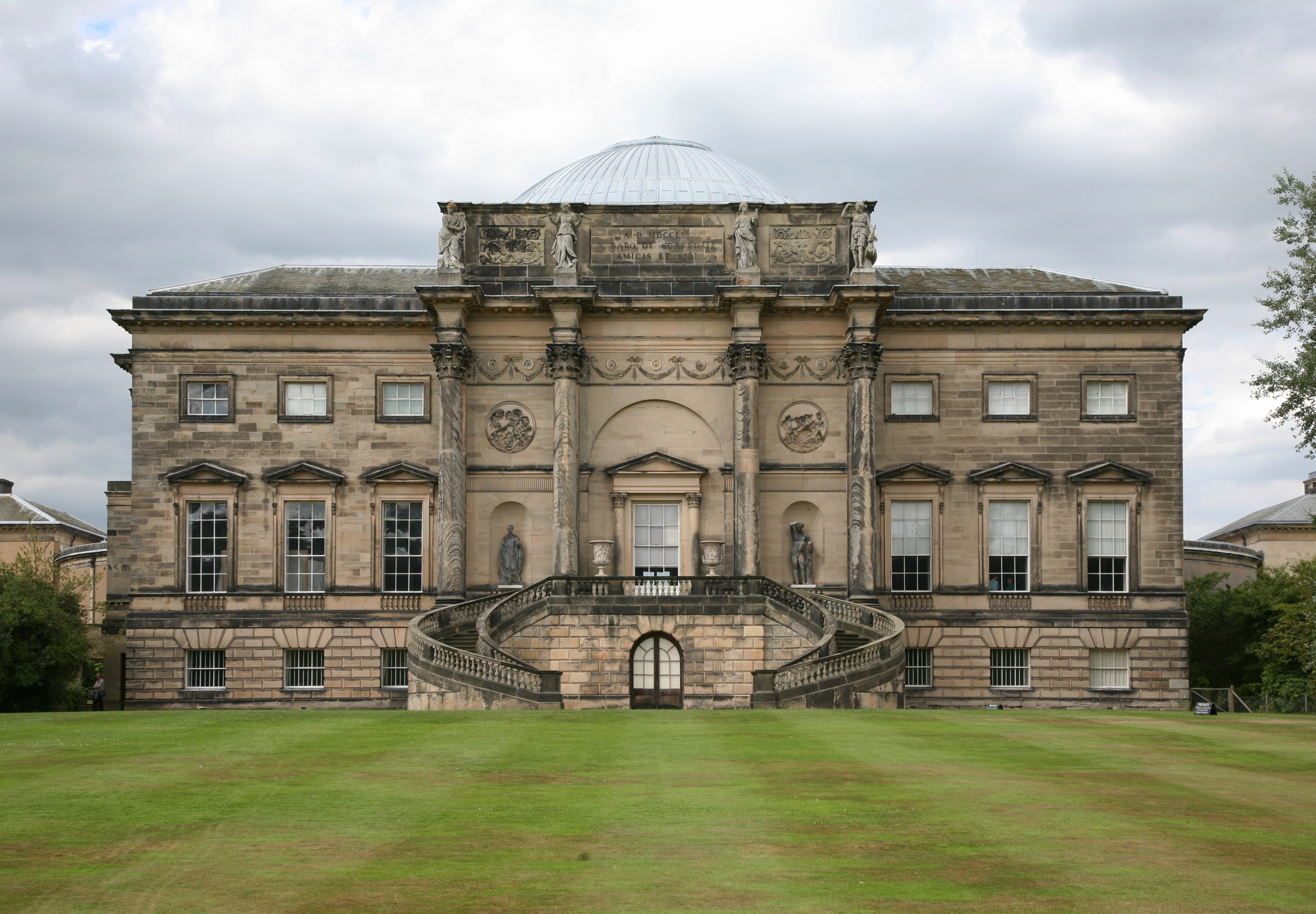
Projev Piana nobile na fasádě Kedleston Hall

Piano nobile (česky vznešené patro) je označení pro zpravidla první patro šlechtických paláců a zámků, ve kterém je umístěna sestava reprezentativních prostor. Pojem piano nobile se používá především pro barokní architekturu.
Centrem piana nobile je zpravidla velký sál. K němu přiléhá sestava menších salonů. Soukromou část piana nobile zpřístupňují přijímací pokoje pána a paní domu, za nimiž následuje pracovna pána či salon paní a také nejintimnější část, kterou je ložnice. Sestavu pochopitelně doplňuje jídelna, knihovna, kaple, atp. Velký sál bývá přístupný schodištěm.
Schéma tak funguje zpravidla na půdorysu písmene T přičemž soukromé místnosti majitele a jeho manželky jsou situovány na protilehlých koncích budovy. Jednotlivé místnosti bývají přístupny a také opticky vázány pomocí tzv. „enfilády“. V krátkém, příčném křídle bývá umístěno schodiště, předsálí a další komunikační prostory. Toto schéma je však až vrcholně barokní, v renesanci a raném baroku bývá velký sál ještě stále umístěn nikoli v centru, ale v nároží zámecké stavby.
V české, německé, rakouské a také italské architektuře je piano nobile zpravidla umístěno v prvním patře. Výjimečně také ve druhém patře či v přízemí. Ve francouzské zámecké architektuře je naproti tomu velmi často umístěno v mírně zvýšeném přízemí, což souvisí především s potřebou bezprostředně propojit zámek se zahradou.
Na venkovní fasádě se piano nobile zpravidla projevuje většími okny, bohatším členěním fasády, balkonem. Velmi často je piano nobile po italském způsobu přístupné monumentálním dvojramenným vnějším schodištěm, jako je to vidět například na Trojském zámku v Praze-Tróji. V zaalpském prostředí je však v baroku používáno také vnitřní monumentální schodiště, které je samo o sobě často v podstatě samostatným sálem a někdy zabírá plochu celého zámeckého křídla (v německé literatuře tzv. „Treppenhaus“). Příkladem takového monumentálního schodiště je například monumentální schodiště Černínského paláce v Praze na Hradčanech.